# Gabriel Osho
Gabriel Jeremiah Adedayo Osho (* 14. August 1998 in Reading) ist ein nigerianisch-englischer Fußballspieler, der aktuell bei der AJ Auxerre in der Ligue 1 spielt.

## Karriere

### Verein
Osho begann 2008 mit seiner fußballerischen Ausbildung beim FC Reading. In der Saison 2014/15 wurde er bereits einmal in der Premier League 2 in der U23-Mannschaft eingesetzt. Auch 2015/16 kam er dort gelegentlich zum Einsatz, spielte aber auch im FA Youth Cup. In der Spielzeit 2016/17 bestritt er dort sieben Spiele und kam auch zu seinem ersten Treffer. Im Juli 2016 unterschrieb er bei Reading seinen ersten Profivertrag bis Juni 2020. Nach weiteren zahlreichen Einsätzen in der Premier League 2 wurde Osho im Februar 2018 an Maidenhead United in die National League verliehen. Dort spielte er dreimal in Englands fünfter Spielklasse und kehrte nach nur einem Monat zurück nach Reading. Im Oktober 2018 wurde er erneut in die National League, an Aldershot Town verliehen. Hier war er von Anfang an gesetzt und spielte in zwei Monaten bis Anfang Dezember achtmal. Nach seiner Rückkehr debütierte Osho am 22. Dezember 2018 (23. Spieltag) in der Startelf für das zweitklassig spielende Profiteam gegen den FC Middlesbrough. Nach einem weiteren Ligaspiel wurde Osho erneut verliehen, dieses Mal an den Drittligisten Bristol Rovers. Dort und nach seiner Rückkehr zu Reading bestritt er allerdings keine Partie mehr in der Saison 2018/19. Nachdem er bei Reading weiterhin keine Einsatzzeit bekommen hatte, wechselte er im Dezember 2019 leihweise zum Fünftligisten Yeovil Town. Hier kam er sechsmal in der Liga zum Einsatz. Im Juli 2020 spielte er schließlich noch fünf Spiele für den FCR in der Championship, sein auslaufender Vertrag wurde jedoch seinerseits nicht verlängert, trotz eines Angebots des Vereins.
Im November 2020 nahm ihn schließlich der Zweitligist Luton Town aus London unter Vertrag. Ohne ein Spiel absolviert zu haben, wurde er einen Monat später erneut an Yeovil Town verliehen. Er spielte vier Ligaspiele, kehrte nach einem Monat zurück und wurde anschließend bis zum Ende der Saison 2020/21 an den Drittligisten AFC Rochdale verliehen. Hier konnte er am 27. April 2021 (29. Spieltag, nachgeholt) sein erstes Tor im Profibereich schießen, als er beim 3:3-Unentschieden gegen den AFC Wimbledon traf. Insgesamt kam er bei seiner Leihe auf 22 Ligaspiele und dieses eine Tor. 2021/22 blieb Osho die Spielzeit über bei Luton und wurde in der Liga 23 Mal eingesetzt. In der Spielzeit 2022/23 entwickelte er sich gegen Saisonende zum Stammspieler in der Innenverteidigung. Er lief in 30 Ligaspielen auf und konnte in den Aufstiegsplayoffs eines seiner drei Saisontreffer erzielen, was seinem Verein zum Aufstieg in die Premier League verhalf. Nach einer anfänglichen Knieverletzung gab Osho am zehnten Spieltag gegen Aston Villa sein Premier-League-Debüt in der Startelf. Im Dezember schoss er dann gegen den FC Arsenal seinen ersten Treffer in der höchsten englischen Spielklasse. Wenn er nicht verletzt war, spielte er nahezu jedes Spiel, wobei er am Ende der Saison 2023/24 auf 21 Einsätze und zwei Tore kam.
Nach dem direkten Wiederabstieg als Tabellenachtzehnter wechselte Osho nach Frankreich zum Erstligisten AJ Auxerre.

### Nationalmannschaft
Osho wurde im März 2024 das erste Mal für die nigerianische A-Nationalmannschaft berufen, musste jedoch aufgrund einer Verletzung kurzfristig absagen. Am 14. November 2024 debütierte er schließlich in der Afrika-Cup-Qualifikation in der Startelf gegen Benin.

## Erfolge
Luton Town
- Sieger der EFL-Championship-Playoffs: 2023  ▲